# Karl Cook
Karl Cook, född 25 december 1990 i Woodside i Kalifornien, är en amerikansk ryttare.
Han ingick i det amerikanska laget som tog guld vid de panamerikanska spelen 2023. Vid OS 2024 ingick han i det amerikanska laget som tog silver.